# Orientdvärguv
Orientdvärguv (Otus sunia) är en fågel i familjen ugglor inom ordningen ugglefåglar.

## Utseende
Orientdvärguven är en 19 cm lång dvärguv som förekommer i två former, en gråbrun och en rostfärgad. Den är streckad ovan och under, saknar till skillnad från flera andra dvärguvar i dess utbredningsområde en tydlig halskrage samt har tydliga vita fläckar på skapularerna. Den rostfärgade formen skiljer sig tydligt från dvärguven, medan den gråbruna är mycket lik, dock kraftigare tecknad ovan och under. Populationerna skiljer sig något åt, där de på Sri Lanka (leggei) är mindre och mycket mörka, de i Nikobarerna (nicobaricus) enhetligt rostfärgade helt utan mörkare teckningar, inklusive ansiktsskivan.

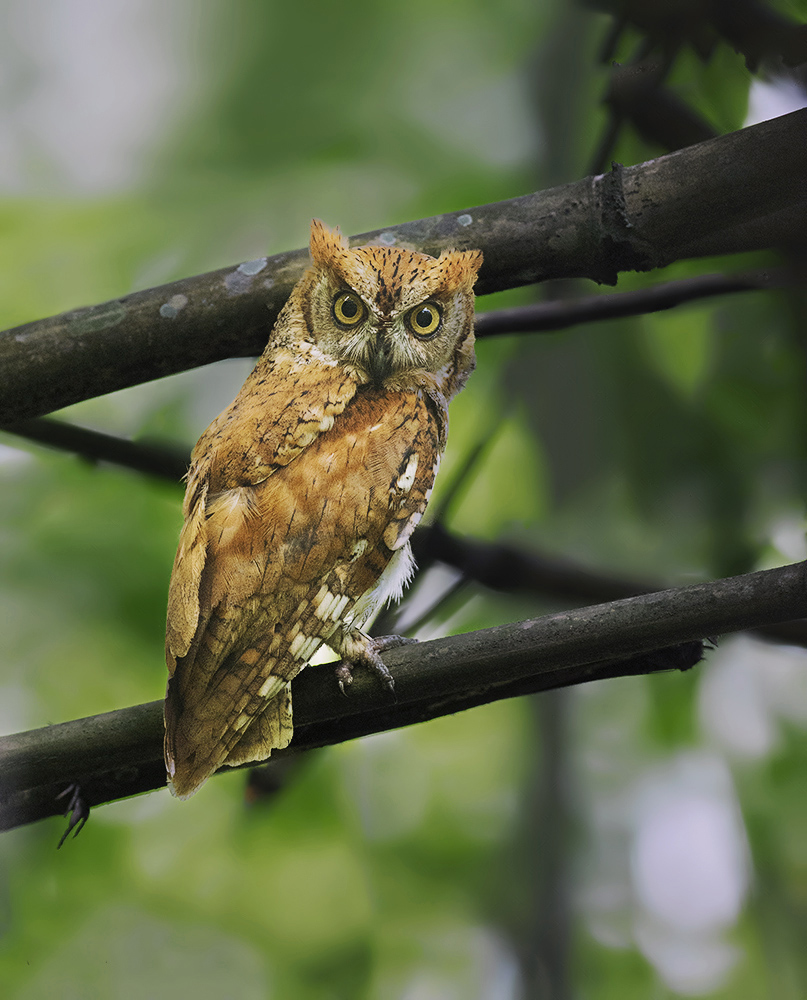
Orientdvärguv av den rostfärgade formen i Assam, Indien.

## Läten
Orientdvärguvens spelläte är ett upprepat, rytmiskt och grodliknande "wut-chu-chraii", även återgett "toik toik' to-toik".

## Utbredning och systematik
Orientdvärguv delas in i nio underarter fördelade på två grupper, med följande utbredning:
- sunia-gruppen
  - Otus sunia sunia – norra Pakistan till norra Indien och Bangladesh
  - Otus sunia rufipennis – södra Indien
  - Otus sunia leggei – Sri Lanka
  - Otus sunia nicobaricus – Nikobarerna
  - Otus sunia japonicus – Japan; åtminstone delvis flyttfågel men övervintringsområdet dåligt känt
  - Otus sunia stictonotus – häckar i sydöstra Sibirien till nordöstra Kina, Sachalin och norra Korea; övervintrar från sydöstra Kina söderut åtminstone till södra Thailand
  - Otus sunia malayanus – förekommer i södra Kina (Yunnan till östra Guangdong); åtminstone delvis flyttfågel som övervintrar söderut till södra Malackahalvön och möjligen norra Sumatra
  - Otus sunia distans – norra och östra Thailand samt Indokina
- Otus sunia modestus – Andamanerna

Underarten modestus har föreslagits utgöra en egen art.

## Levnadssätt
Orientdvärguven förekommer i städsegrön lövskog och blandskog samt på hyggen upp till 2000 meters höjd, övervintrande fåglar även i öskogar, mangroveskogar och planteringar. Födan består huvudsakligen av insekter och spindlar, men tar också små gnagare och småfåglar.

### Häckning
Fågeln lägger ägg från mitten av februari till månadsskiftet april-maj i Indien och Pakistan, april-juni i Sibirien och Kina, maj-juni i Japan och februari-juni i Sydostasien. Den lägger tre till fyra vita ägg i ett trädhål eller en mur.

## Status och hot
Arten har ett stort utbredningsområde och en stor population med stabil utveckling och tros inte vara utsatt för något substantiellt hot. Utifrån dessa kriterier kategoriserar internationella naturvårdsunionen IUCN arten som livskraftig (LC). Världspopulationen har inte uppskattats men den beskrivs som regionalt mycket vanlig.